# Apopterygion alta
Apopterygion alta е вид лъчеперка от семейство Tripterygiidae. Видът е незастрашен от изчезване.

## Разпространение и местообитание
Разпространен е в Австралия.
Среща се на дълбочина от 5 до 66 m, при температура на водата около 15 °C и соленост 35,4 ‰.

## Описание
На дължина достигат до 4,5 cm.